# هاكوهو شو
هاكوهو شو (باليابانية: 白鵬翔) (ولد في 11 مارس 1985 باسم مونخباتين دافآجارجال؛ بالمغولية: Мөнхбатын Даваажаргал) هو مصارع سومو محترف مغولي من مدينة أولان باتور. في 20 مايو 2007، أي في سن الثانية والعشرين، حصل على أعلى لقب في رياضة السومو (يوكوزونا)، وهو رابع مصارع غير ياباني وثاني مغولي يحصل على هذا اللقب. ينتمي هاكوهو إلى عائلة مغولية معروفة في رياضة المصارعة التقليدية. حصل والده على الميدالية الفضية في دورة الألعاب الأولمبية الصيفية عام 1968 في مسابقات المصارعة الحرة.
انتقل هاكوهو شو إلى اليابان في أكتوبر 2000، وشارك لأول مرة في مباراة رسمية في مارس 2001 بأوساكا. ويعد اليوكوزونا التاسع والستين في تاريخ رياضة السومو. فاز هاكوهو في 16 منافسة من منافسات ماكو نو أوتشي، وفي عام 2009 حطم الرقم القياسي في أكبر عدد مرات فوز في السنة حيث فاز في 86 مبارزة من أصل 90، كما أنه يحمل لقب ثاني أكثر مصارع سومو ذو عدد مرات فوز متتالية.

## اقرأ أيضا
- قائمة مصطلحات السومو
- كايو هيرويوكي

## روابط خارجية
- هاكوهو شو على موقع الاتحاد الياباني للسومو (الإنجليزية)